# Untergetauchtes Sternlebermoos
Das Untergetauchte Sternlebermoos (Riccia fluitans), auch als (Flutendes) Teichlebermoos bezeichnet, ist ein auf dem Wasser schwimmendes oder untergetaucht vorkommendes Lebermoos. Im Herbst sinkt es auf den Gewässergrund. Aus den überdauernden Thallusspitzen entwickeln sich im Frühjahr neue Individuen. Das zweihäusige Lebermoos fruchtet äußerst selten, so dass eine Vermehrung fast ausschließlich über Sprossung stattfindet. Als Sammelart (Riccia fluitans agg.) umfasst das Taxon neben Riccia fluitans s. str. auch Riccia rhenana Lorb. ex Müll.Frib. Diese taxonomisch umstrittene Sippe lässt sich nur in der Landform und anhand der Chromosomenzahl abgrenzen und wird deshalb häufig nicht getrennt von Riccia fluitans betrachtet.

## Beschreibung

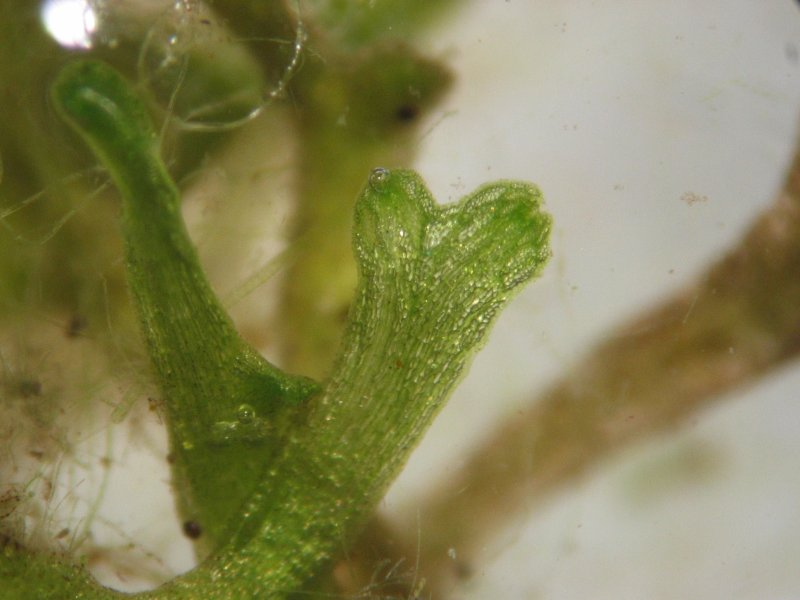
Nahaufnahme einer Thallusspitze

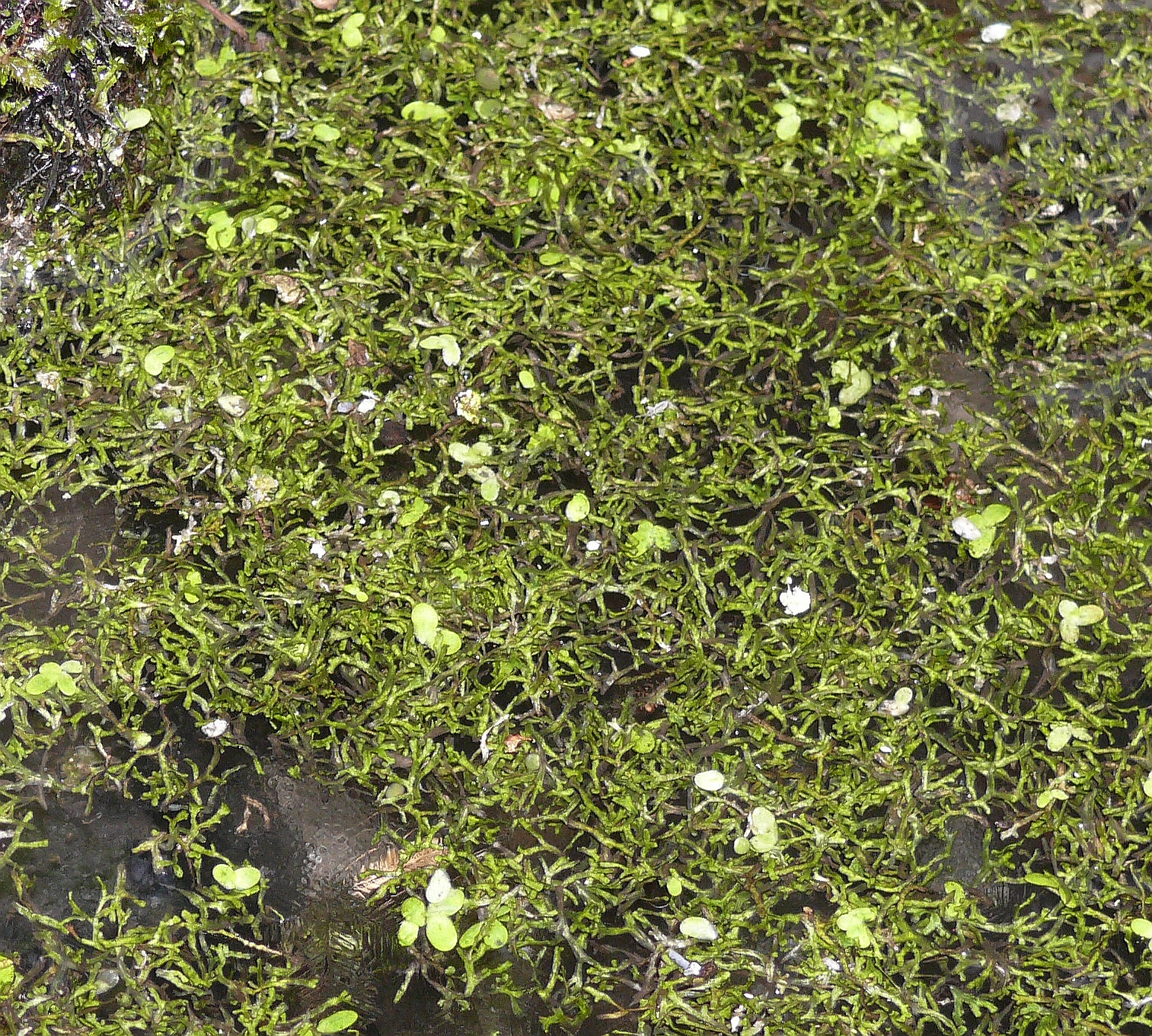
Locker flottierende Thalli des Teichlebermooses, hier zwischen Kleiner Wasserlinse

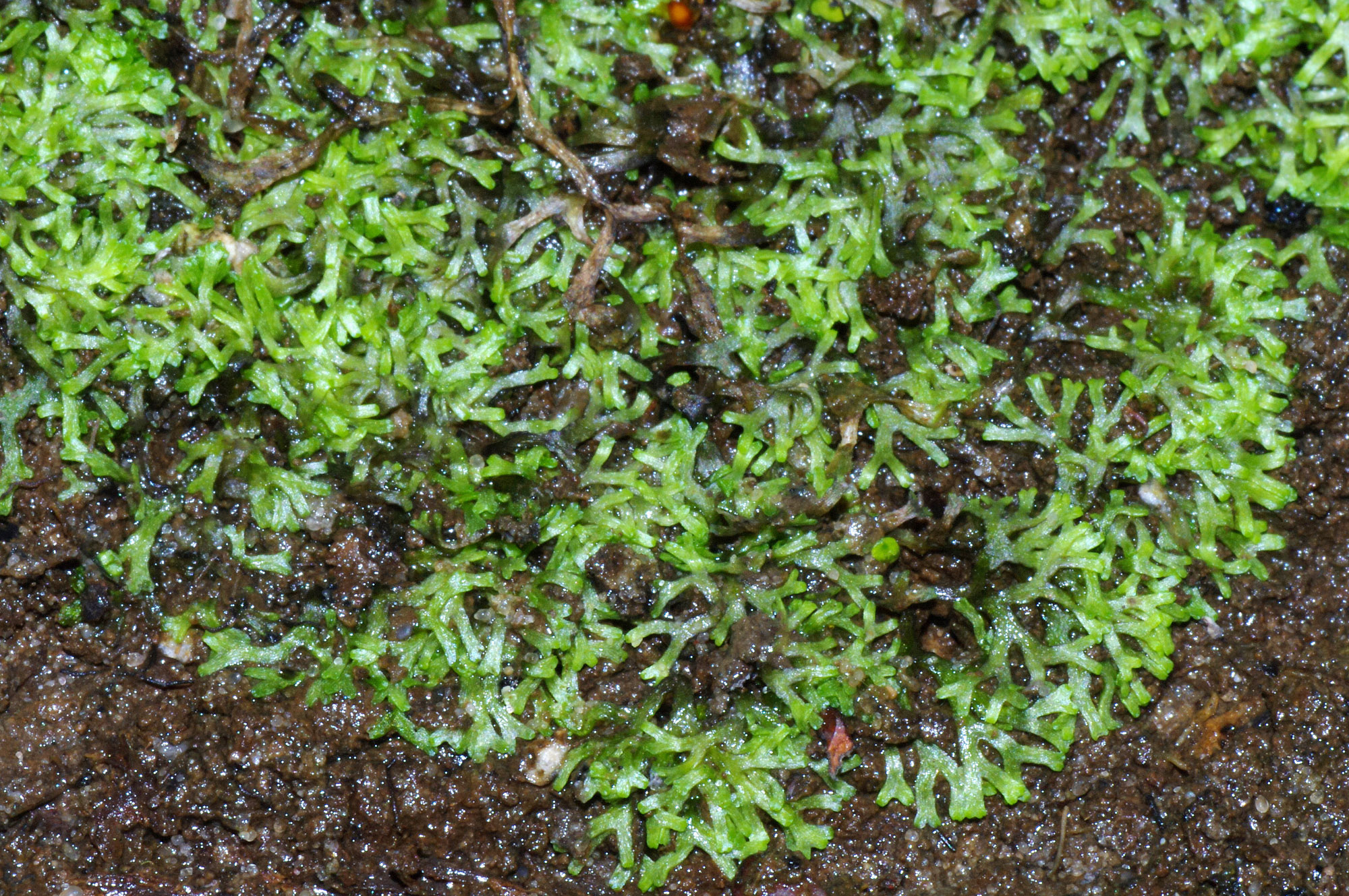
Landform auf limosem Sand

Dieses Lebermoos bildet keine Rhizoide (Wurzelfilz). Seine Lager (Thalli) sind hellgrün, bandförmig, mehrfach unregelmäßig gegabelt und bis zu 4 cm lang. Die Lager der Schwimmform sind schmal bandförmig und 1 bis 1,2 mm breit. Die Landform ist derber, weniger gegabelt und die Thalli können bis 2,8 mm breit werden – diesen Wert erreicht allerdings nur das Taxon R. rhenana, während die terrestrische Form von R. fluitans s. str. lediglich bis 1,5 (1,8) mm breite Thalli aufweist. Die Thallusenden sind abgerundet, etwas verbreitert, mit ein oder zwei Einschnitten und mit darunter liegenden, durchsichtigen Luftkammern versehen, die eine netzartige Felderung aufweisen (Aerenchym). Nicht selten sind Atemöffnungen vorhanden. Es sind nur wenige farblose, halbmondförmige Bauchschuppen entlang der Mittellinie ausgebildet (vergleiche dagegen das Schwimmlebermoos).
Das Untergetauchte Sternlebermoos kann über sechs Monate Austrocknung gut überstehen (poikilohydrisch) und treibt nach einer Bewässerung nach etwa ein bis zwei Wochen wieder aus. Eine Kultur ist selbst aus jüngerem Herbarmaterial möglich.

## Verbreitung und Standort
Das Untergetauchte Sternlebermoos ist weltweit verbreitet und besiedelt meist flache, sonnige bis schattige, meso- bis schwach eutrophe, schwach saure bis kalk- oder basenreiche und saubere stehende Gewässer oder langsam fließende Gräben. Die Schwimmform treibt unter Wasser (submers) oder knapp an der Wasseroberfläche. Seltener wachsen Landformen auf trockenfallendem Schlamm. Untergetaucht werden zuweilen schwammartig-kugelige Polster gebildet. Die Art bzw. Artengruppe kommt häufig zusammen mit Wasserlinsengewächsen  etwa der Gattungen Lemna, Spirodela oder Wolffia vor und wird bei erhöhter Nährstoffverfügbarkeit manchmal durch diese verdrängt.

## Verwendung
Dieses Moos wird vielfach in der Aquaristik eingesetzt – als Laichsubstrat für Fische und als Zierpflanze.